# 中土镇
中土镇，原为中土乡，是中华人民共和国四川省广元市苍溪县曾经下辖的一个镇。2020年5月，撤销中土镇、石门乡，将原中土镇和原石门乡所属行政区域划归元坝镇管辖。

## 行政区划
中土镇撤销前下辖以下地区：
裕华村、元宝村、大坪村、桥沟村、板庙村、罐山村、麻溪村、仁合村、白溪村、五马村、三叉村和裕兴村。